# Cumminsina clavispora
Cumminsina clavispora är en svampart som beskrevs av Petr. 1955. Cumminsina clavispora ingår i släktet Cumminsina och familjen Raveneliaceae.   Inga underarter finns listade i Catalogue of Life.